# 科希特·佩尔帕达布
科希特·佩尔帕达布（1994年7月8日—），泰國男子羽毛球運動員。

## 簡歷
2013年4月，科希特·佩尔帕达布出戰樂魚羽毛球國際系列賽，在男单準决赛以1比2（17-21、21-17、18-21）不敌赛会2号种子、队友的帕利亚瓦特·松努阿姆。
2014年4月，科希特·佩尔帕达布出戰樂魚羽毛球國際系列賽，在男单决赛以2比1（21-14、19-21、21-13）力克赛会2号种子、印尼的安德烈·马尔滕，夺得其首个国际赛冠军。同年7月，他出战美國羽毛球黃金大獎賽，在男单準决赛以0比2（18-21、19-21）不敌赛会2号种子、台北的周天成。
2015年3月，科希特·佩尔帕达布出戰越南國際挑戰賽，在男单决赛以1比2（22-20、14-21、18-21）不敌赛会16号种子、印尼新秀的菲尔曼·阿卜杜勒·科利克，赢得亚军。同年6月，他代表泰国参加新加坡举办的東南亞運動會羽毛球比賽，赢得男子团体赛亚军。同年11月，他出战馬來西亞羽毛球國際挑戰賽，在男单决赛以2比0（21-14、21-10）击败了赛会9号种子、马来西亚的宋俊洋，赢得冠军。
2017年3月，科希特·佩尔帕达布出戰越南羽毛球國際挑戰賽，在男单决赛以0比2（14-21、17-21）不敌赛会头号种子、东道主的阮進明，赢得亚军。同期3月，他出战大阪羽毛球國際挑戰賽，在男单準决赛以0比2（11-21、17-21）不敌日本的五十嵐優。同年8月，他代表泰国参加马来西亚吉隆坡举办的東南亞運動會羽毛球比賽，在率先进行的团体赛，泰国男队赢得季军；在个人赛事，他在决赛以0比2（19-21、10-21）不敌赛会头号种子、印尼的乔纳坦·克里斯蒂，赢得东运会男子单打亚军。同年9月，他出战越南羽毛球大獎賽，在男单决赛以2比0（21-15、21-19）击败了赛会10号种子、队友的苏庞余·阿韦辛桑农，首次赢得国际大獎賽的冠军。同年11月，他出战韓國羽毛球大師賽，在男单準决赛以0比2（16-21、14-21）不敌赛会4号种子、韩国的全奕陳。
2018年6月，科希特·佩尔帕达布出戰美國羽毛球公開賽，在男单準决赛以1比2（19-21、21-15、18-21）不敌韩国的李東根。

## 主要比賽成績
只列出曾進入準決賽的國際賽事成績：
| 年份   | 賽事                     | 公開賽級別 | 項目     | 成績   |
| ------ | ------------------------ | ---------- | -------- | ------ |
| 2013年 | 樂魚羽毛球國際系列賽     | 國際系列賽 | 男子單打 | 準決賽 |
| 2014年 | 樂魚羽毛球國際系列賽     | 國際系列賽 | 男子單打 | 冠軍   |
| 2014年 | 美國羽毛球黃金大獎賽     | 黃金大獎賽 | 男子單打 | 準決賽 |
| 2015年 | 越南羽毛球國際挑戰賽     | 國際挑戰賽 | 男子單打 | 亞軍   |
| 2015年 | 東南亞運動會羽毛球比賽   | 其他       | 男子團體 | 銀牌   |
| 2015年 | 馬來西亞羽毛球國際挑戰賽 | 國際挑戰賽 | 男子單打 | 冠軍   |
| 2015年 | 孟加拉羽毛球國際挑戰賽   | 國際挑戰賽 | 男子單打 | 準決賽 |
| 2017年 | 亞洲羽毛球混合團體錦標賽 | 其他       | 混合團體 | 季軍   |
| 2017年 | 越南羽毛球國際挑戰賽     | 國際挑戰賽 | 男子單打 | 亞軍   |
| 2017年 | 大阪羽毛球國際挑戰賽     | 國際挑戰賽 | 男子單打 | 準決賽 |
| 2017年 | 蘇迪曼盃                 | 其他       | 混合團體 | 季軍   |
| 2017年 | 東南亞運動會羽毛球比賽   | 其他       | 男子團體 | 銅牌   |
| 2017年 | 東南亞運動會羽毛球比賽   | 其他       | 男子單打 | 銀牌   |
| 2017年 | 越南羽毛球大獎賽         | 大獎賽     | 男子單打 | 冠軍   |
| 2017年 | 韓國羽毛球大師賽         | 大獎賽     | 男子單打 | 準決賽 |
| 2018年 | 美國羽毛球公開賽         | 超級300賽  | 男子單打 | 準決賽 |
| 2018年 | 日本羽毛球公開賽         | 超級750賽  | 男子單打 | 亞軍   |
| 2019年 | 東南亞運動會羽球比賽     | 其他       | 男子團體 | 銅牌   |
| 2022年 | 東南亞運動會羽毛球比賽   | 其他       | 男子團體 | 金牌   |

| 2007-2017年 | 首要超級賽 | 超級賽 | 黃金大獎賽 | 大獎賽 | 國際挑戰賽 | 國際系列賽 | 未來系列賽 | 其他 |

| 2018-2026年 | 總決賽 | 超級1000賽 | 超級750賽 | 超級500賽 | 超級300賽 | 超級100賽 | 國際挑戰賽 | 國際系列賽 | 未來系列賽 | 其他 |

### 奧運會和世錦賽參賽紀錄
|          | 2018 | 2019 |
| -------- | ---- | ---- |
| 男子單打 | 32強 | 64強 |

## 主要对賽记录
科希特·佩尔帕达布與主要對手的對賽成績如下（只列出對賽四次或以上對手，截至2018年5月26日）：
| 對手            | 對賽次數 | 對賽結果 | 對賽結果 | 勝差 |
| 對手            | 對賽次數 | 勝       | 負       | 勝差 |
| --------------- | -------- | -------- | -------- | ---- |
| 胡贇            | 4        | 2        | 2        | 0    |
| 乔纳坦·克里斯蒂 | 4        | 1        | 3        | -2   |
| 安东尼·金廷     | 4        | 1        | 3        | -2   |
| 潘纳维·松努阿姆 | 4        | 4        | 0        | +4   |
| 王子维          | 5        | 3        | 2        | +1   |
| 周天成          | 4        | 1        | 3        | -2   |

## 外部連結
- 维基共享资源上的相關多媒體資源：科希特·佩尔帕达布